# جولي فون ماي
جولي فون ماي هي ناشطة حق المرأة بالتصويت ‏ وناشطة حق تصويت المرأة سويسرية، ولدت في 26 فبراير 1808 في برن في سويسرا، وتوفي بنفس المكان في 5 مارس 1875.